# Sint-Aldegondiskerk (Lemberge)

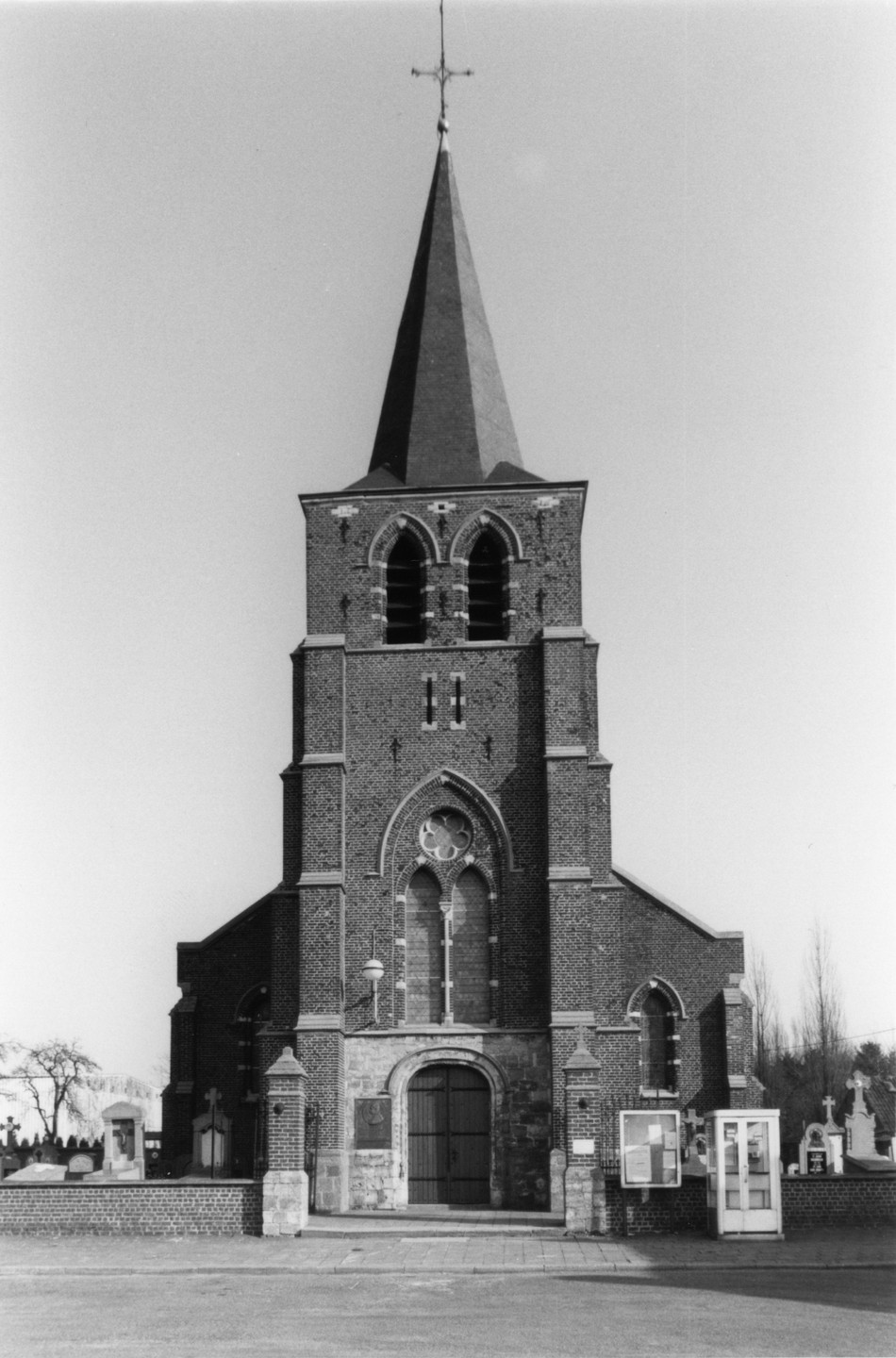
Sint-Aldegondiskerk

De Sint-Aldegondiskerk (ook: Sint-Aldegondekerk) is de parochiekerk van de tot de Oost-Vlaamse gemeente Merelbeke-Melle behorende plaats Lemberge, gelegen aan de Burgemeester Maenhautstraat 14.

## Geschiedenis
In 1126 werd voor het eerst melding van een kerk gemaakt. Het patronaatsrecht kwam daarbij aan de Abdij van Ename. Het was een klein, eenbeukig kerkgebouw waar omstreeks 1550 een zware westtoren werd aangebouwd. In 1869 werd de kerk gesloopt met behoud van de toren. Een nieuwe kerk werd gebouwd van 1874-1878 naar ontwerp van Modeste de Noyette. De toren werd daarbij in neogotische zin aangepast.

## Gebouw
Het betreft een georiënteerde bakstenen pseudobasiliek met driezijdig afgesloten koor. De kerk is in neogotische stijl. De voorgebouwde toren heeft een laatgotische korfboogpoort.
Het kerkgebouw wordt omringd door een kerkhof.

## Interieur
Het interieur wordt overkluisd door een kruisribgewelf. De kerk bezit een 18e-eeuws crucifix. Een grafsteen met liggende priesterfiguur is 16e-eeuws. Het kerkmeubilair is grotendeels neogotisch. De glas-in-loodramen zijn van 1898.